# Дело Оклобжио
Дело Оклобжио — принятое название одного из полевых сражений Крымской войны, произошедшее 25 ноября (7 декабря) 1855 года, вскоре после сдачи Южной стороны Севастополя между силами Франции с одной стороны, и русскими войсками — с другой. События разворачивались в Байдарской долине, занятой на то время войсками союзников.
В конце Крымской войны французское командование, готовясь к наступлению в центральные районы Крыма (и чтобы занять бездельничающих солдат) отдало приказ о прокладке дороги из Уркусты, где стояли французские войска, через перевал Бечку в Бельбекскую долину, к селению Ени-Сала, контролируемому русскими частями. В результате было проложено т. н. макадамово шоссе (сейчас автодорога 35Н-067, или С-0-10229 по украинской классификации), и к октябрю на перевале и соседних вершинах стояли три неприятельские дивизии, в Байдарской долине — ещё одна. К ноябрю началось похолодание и учитывая наступающую зиму, французские войска с перевалов были сняты и отведённых ближе к Балаклаве, а в Байдарской долине, у деревни Биюк-Мускомья, остались две дивизии, стоявшие отдельными лагерями, выдвинув передовые части к селениям Бага и Уркуста.

## Ход боя
25 ноября (7 декабря), начальник отряда левого крыла русских войск, прикрывавших внутренние районы Крыма в Бельбекской долине, полковник И. Д. Оклобжио, произвел вылазку от деревни Ени-Сала, через перевал, в Байдарскую долину, с целью «встревожить неприятеля и разузнать число и расположение его войск». Отряд в составе 10-ти рот Смоленского резервного, одной роты Кременчугского егерского, двух эскадронов гусарского Его Императорского Высочества Николая Максимилиановича и 4-х сотен 56 донского полков, под проливным дождём, двинулся через перевал, по перерезанной канавами и устроенными неприятелем завалами дороге. Артиллерию не брали, поскольку её невозможно было перетащить через перевал. Как и сообщала разведка, французские позиции на перевале оказались покинутыми. Оставив для прикрытия и в качестве резерва на перевале одну колонну, 26-го (8-го), на рассвете, левая колонна, под командованием майора Бирюковича, выбила французов из селения Бага, заставив отступить на ближайшую высоту, где стояли в ложементах три батальона, и, затем, вместе с правой колонной майора Даниленко, двинулась на Уркусту. Здесь ранее завязался штыковой бой, 20 французских пушек были брошены прислугой при внезапном нападении, французы отошли к берегу реки Чёрной. Затем подход сильных резервов противника заставил полковника Оклобжио отвести отряд к селению Маркур. Было взято в плен 18 человек; потери русской стороны составили 52 убитых, 60 раненых и 26 пропавших без вести. В этой вылазке получил серьёзное ранение один из известных участников Севастопольской обороны, впоследствии генерал-майор, А. И. Защук.

Участник событий, волонтёр П. А. Чихачёв, оставил воспоминания об операции
… огни большого французского лагеря под аулом Уркустою горели теперь уже прямо перед нами, не более как в полуверсте расстояния… Слишком 20-ть орудий стояло перед нами на передках своих, кругом артиллерийский лагерь и коновязи африканских егерей. Далее по Байдарской долине сверкало ещё множество разбросанных полупогасших огней, указывающих на многолюдные бивуаки. Цель нашего похождения была достигнута: мы подробно осмотрели позиции неприятеля и измерили его силы…
Английские историки впоследствии признали, что «…моральный эффект этой попытки был на стороне врага. Она подбодрила русские войска демонстрацией активности, которая отсутствовала у союзников».